# 630
630 (DCXXX) je bilo navadno leto, ki se je po julijanskem koledarju začelo na ponedeljek.

## Dogodki
- Olaf, izgnanec iz Švedske, se naseli na Norveškem.

## Rojstva
- 7. november - Konstans II., bizanzinski cesar († 668)

Neznan datum
- Sigibert III., kralj Avstrazije († 656)

## Smrti
Neznan datum
- Kulug Sibir ali Bagatur kagan, vladar Zahodnega turškega kaganata (* ni znano)